# Zastava M84
Zastava M84 je strojnica opće namjene (univerzalni mitraljez) kojeg je proizvela/proizvodi kragujevačka tvornica Zastava Oružje iz Srbije. M84 temeljen je na sovjetskoj strojnici iz PK serije.

## Tehnički podaci
M84 koristi streljivo kalibra 7.62 x 54 mm R. U potpunosti je automatsko vatreno oružje te koristi zračno hlađenje.

## Povijest
U Sovjetskom Savezu kao i zemljama članicama Varšavskog pakta 1965. u uporabu ulazi PK kao i njegove inačice. To oružje dizajnirao je Mihail Kalašnjikov te se proizvodilo u "njegovoj" tvornici IŠMAŠ.
Kasnije, 1980. tadašnja jugoslavenska tvornica "Zastava oružje" započinje licencnu proizvodnju vlastitog derivata originalnog PK-a. Raspadom Jugoslavije, proizvodnju tog oružja nastavlja (sada srpska) preimenovana tvornica "Zastava Arms".

## Inačice
Kragujevačka tvornica proizvela je dvije inačice vlastite strojnice:
- M84 i
- M86.

M84 - standardno oružje namijenjeno pješadiji. Izvedeno je od sovjetskoe PK strojnice. Od sovjetskog modela razlikuje se po tome jer ima čvršći kundak. Također, dizajniran je i za montiranje "stative" ili "postolja" (kao PKS) a postoji i inačica s montiranom optikom (kao PKMSN).
M86 - temeljen je na PKT-u te je dizajniran za ugradnju kao koaksijalno oružje na tenkove i druga borbena vozila. Za razliku od prijašnje inačice, M86 ima težu cijev i elektronski okidač.

## Korisnici
- Srbija[1]
- Afganistan: afganistanska vojska je 2005. primila M84 strojnice od Hrvatske.
- Bosna i Hercegovina
- Crna Gora
- Hrvatska: Hrvatska vojska koristi 1.400 komada Zastave M84.
- Irak: preko 1.000 komada M84 je naručeno u ožujku 2008.)
- Kambodža
- Sjeverna Makedonija